# Andreotto Saracino
Andreotto Saracino (Andreotto di Saracino Caldera) est né selon toute probabilité à Pise, dans le deuxième quart du XIIIe siècle. Homme politique et amiral pisan, il est probablement mort à Pise avant 1292,.

## Biographie
Andreotto Saracino est un amiral pisan (XIIIe siècle), il commandait une escouade avec laquelle il assiégea et prit (1283) la place forte génoise d'Alghero, puis il tient garnison dans la mer Ligure avec Ugolin della Gherardesca, saccageant Rapallo.
À la bataille de la Meloria (1284), il commande une aile de la formation pisane, défaite par les génois .
Il a été impliqué dans la transition à la phase podestarile, entre consorterie gentilizie à Pise contestée par les conceptions hégémoniques des  Visconti et Della Gherardesca et engagée dans la tentative de résistance envers la partie Guelfe dirigée par Florence. Le 1er mai 1270, après le succès de  Charles d'Anjou à la bataille de Tagliacozzo (1268) et l'échec des négociations de paix menées pour Pise par Giovanni Visconti, un soulèvement populaire aboutit à la condamnation à l'exil des principaux membres des consortiums familiaux impliqués, en particulier Giovanni Visconti, juge de Gallura, l'un des protagonistes des tentatives de déstabilisation interne. Andreotto Saracino fut aussi exilé  à  Montopoli dans le Valdarno.
Andreotto Saracino  est probablement mort à Pise avant 1292.